# Trilophia niphadospila
Trilophia niphadospila är en fjärilsart som beskrevs av Turner 1943. Trilophia niphadospila ingår i släktet Trilophia och familjen nattflyn. Inga underarter finns listade i Catalogue of Life.